# توربن هانسن
توربن هانسن (بالدنماركية: Torben Hansen)‏ هو لاعب كرة قدم دنماركي في مركز الهجوم، ولد في 27 أكتوبر 1951 في  في الدنمارك. شارك مع منتخب الدنمارك تحت 21 سنة لكرة القدم ومنتخب الدنمارك لكرة القدم. أما مع النوادي، فقد لعب مع بايرن ميونخ.

## وصلات خارجية
- توربن هانسن على موقع قاعدة بيانات كرة القدم.إي يو (الإنجليزية)
- توربن هانسن على موقع بيانات كرة القدم. دي إي (الألمانية)
- توربن هانسن على موقع ناشيونال فوتبول تيمز (الإنجليزية)
- توربن هانسن على موقع عالم كرة القدم.نت (الإنجليزية)